# Bruine eikenmineermot
De bruine eikenmineermot (Stigmella samiatella) is een vlinder uit de familie dwergmineermotten (Nepticulidae). De wetenschappelijke naam is voor het eerst geldig gepubliceerd in 1839 door Zeller.
De soort komt voor in Europa.
Bruine eikenmineermot maakt mijnen op kastanje (Castanea): tamme kastanje (Castanea sativa) en zomereik (Quercus robur).